# Angela Lee
Cet article concerne la combattante de MMA. Pour la psychologue, voir Angela Duckworth.
Angela Lee, née le 8 juillet 1996 à Vancouver, est une pratiquante de MMA américaine et canadienne.
Elle est connue pour être la plus jeune pratiquante de MMA à remporter un titre mondial, après avoir battu Mei Yamaguchi en finale du championnat ONE dans la catégorie des poids atomes le 5 mai 2016, à l'âge de 19 ans.

## Biographie
En novembre 2017, Angela Lee s'endort au volant de sa voiture et est victime d'un accident de la route,. La combattante, qui devait combattre trois semaines plus tard, voit son combat reporté en mai pour se remettre de cet accident.
Elle est la sœur aînée de Christian Lee (en), également champion de MMA sous contrat avec One Championship.

## Palmarès en MMA
| 14 combats     | 11 victoires | 3 défaites |
| Par KO         | 1            | 1          |
| Par soumission | 8            | 0          |
| Sur décision   | 2            | 2          |

| Résultat | Record | Adversaire        | Méthode                                      | Événement                                      | Date              | Round | Temps | Lieu                   | Notes                                     |
| -------- | ------ | ----------------- | -------------------------------------------- | ---------------------------------------------- | ----------------- | ----- | ----- | ---------------------- | ----------------------------------------- |
| Défaite  | 11–3   | Xiong Jing Nan    | Décision unanime                             | ONE on Prime Video 2                           | 30 septembre 2022 | 5     | 5:00  | Kallang, Singapour     | Catégorie poids pailles (57 kg (125 lb)). |
| Victoire | 11–2   | Stamp Fairtex     | Soumission Technique (étranglement arrière)  | ONE Championship: X (Performance of the Night) | 26 mars 2022      | 2     | 4:50  | Kallang, Singapour     | Catégorie poids atomes (52 kg (115 lb)).  |
| Victoire | 10-2   | Xiong Jing Nan    | Soumission Technique (étranglement arrière)  | ONE Championship: Century Part 1               | 13 octobre 2019   | 5     | 4:48  | Tokyo, Japon           | Catégorie poids atomes (52 kg (115 lb)).  |
| Défaite  | 9-2    | Michelle Nicolini | Décision unanime                             | ONE Championship: Masters of Destiny           | 12 juillet 2019   | 3     | 5:00  | Kuala Lumpur, Malaisie |                                           |
| Défaite  | 9-1    | Xiong Jing Nan    | TKO (coups portés au corps)                  | ONE Championship: A New Era                    | 31 mars 2019      | 5     | 1:37  | Tokyo, Japon           | Catégorie poids pailles (57 kg (125 lb)). |
| Victoire | 9-0    | Mei Yamaguchi     | Décision unanime                             | ONE Championship: Unstoppable Dreams           | 18 mai 2018       | 5     | 5:00  | Kallang, Singapour     | Catégorie poids atomes (52 kg (115 lb)).  |
| Victoire | 8-0    | Istela Nunes      | Soumission technique (étranglement anaconda) | ONE Championship: Dynasty of Heroes            | 26 mai 2017       | 2     | 2:18  | Kallang, Singapour     | Catégorie poids atomes (52 kg (115 lb)).  |
| Victoire | 7-0    | Jenny Huang       | TKO (coups portés au corps)                  | ONE Championship: Warrior Kingdom              | 11 mars 2017      | 3     | 3:37  | Bangkok, Thaïlande     | Catégorie poids atomes (52 kg (115 lb)).  |
| Victoire | 6-0    | Mei Yamaguchi     | Décision unanime                             | ONE Championship: Ascent to Power              | 6 mai 2016        | 5     | 5:00  | Kallang, Singapour     | Catégorie poids atomes (52 kg (115 lb)).  |
| Victoire | 5-0    | Rebecca Heintzman | Soumission Technique (étranglement arrière)  | ONE Championship: Tribe of Warriors            | 20 février 2016   | 2     | 1:08  | Jakarta, Indonésie     | Catchweight (120 lb).                     |
| Victoire | 4-0    | Lena Tkhorevska   | Soumission Technique (twister)               | ONE Championship: Spirit of Champions          | 11 décembre 2015  | 2     | 3:26  | Manille, Philippines   |                                           |
| Victoire | 3-0    | Natalie Hills     | Soumission Technique (neck crank)            | ONE Championship: Pride of Lions               | 13 novembre 2015  | 1     | 2:24  | Kallang, Singapour     |                                           |
| Victoire | 2-0    | Mona Samir        | Soumission Technique (étranglement arrière)  | ONE Championship: Odyssey of Champions         | 27 septembre 2015 | 1     | 3:49  | Jakarta, Indonésie     | Catchweight (120 lb).                     |
| Victoire | 1-0    | Aya Saber         | Soumission Technique (clé de bras)           | ONE Championship: Warrior's Quest              | 22 mai 2015       | 1     | 1:43  | Kallang, Singapour     | Catégorie poids pailles (57 kg (125 lb)). |